# Amsonia
Amsonia, amzonia (Amsonia Walter) – rodzaj roślin należący do rodziny toinowatych. Obejmuje 16 gatunków. Występują one we wschodniej części basenu Morza Śródziemnego (jeden gatunek – Amsonia orientalis – bardzo rzadki w stanie dzikim), w Japonii (także jeden gatunek) i Ameryce Północnej (cała reszta, z centrum zróżnicowania w stanie Arizona, gdzie rośnie 8 gatunków). Rośliny te zasiedlają lasy, brzegi rzek i wysychające latem mokradła. Kilka gatunków uprawianych jest jako rośliny ozdobne.

## Morfologia

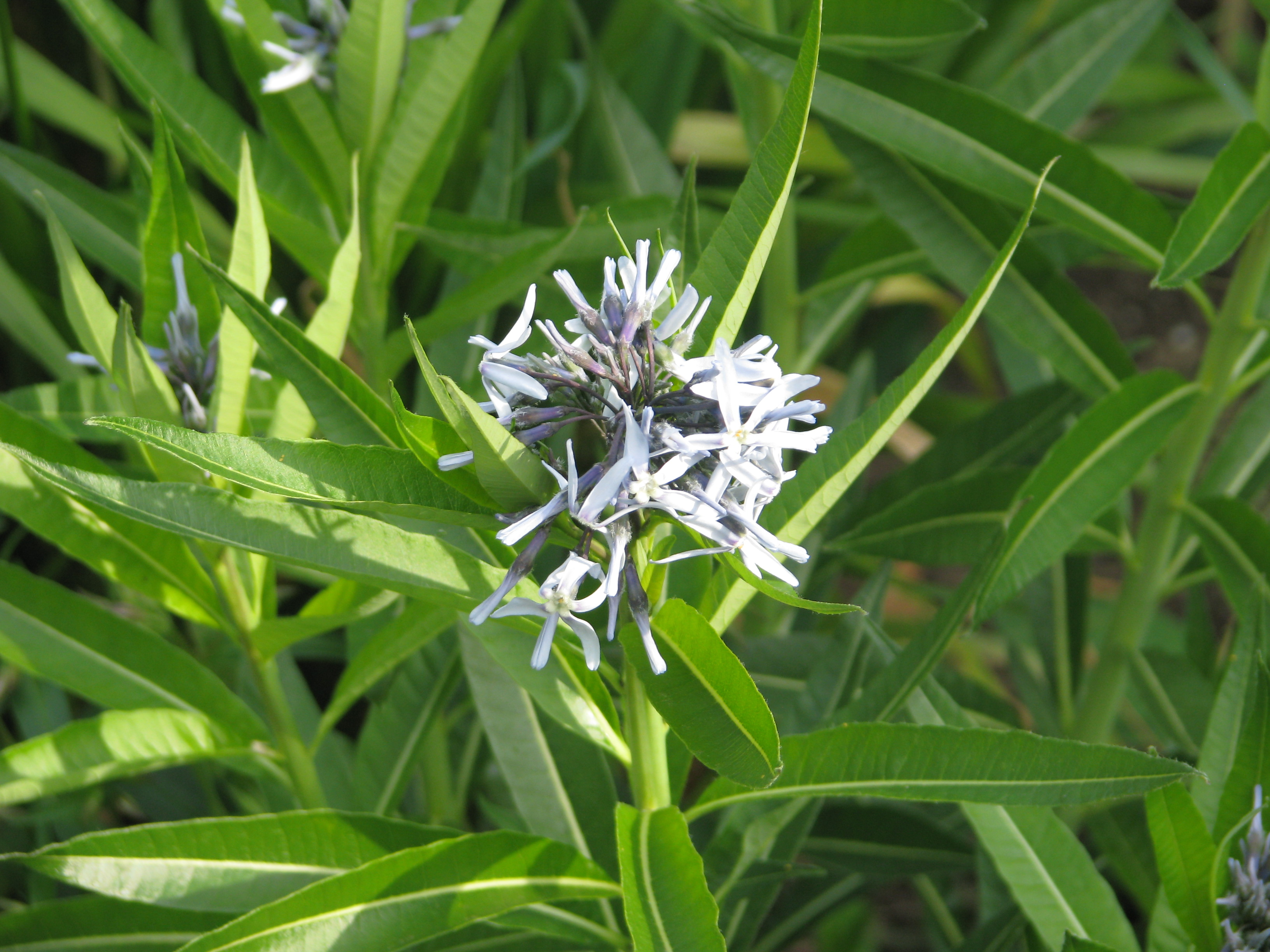
Amsonia illustris

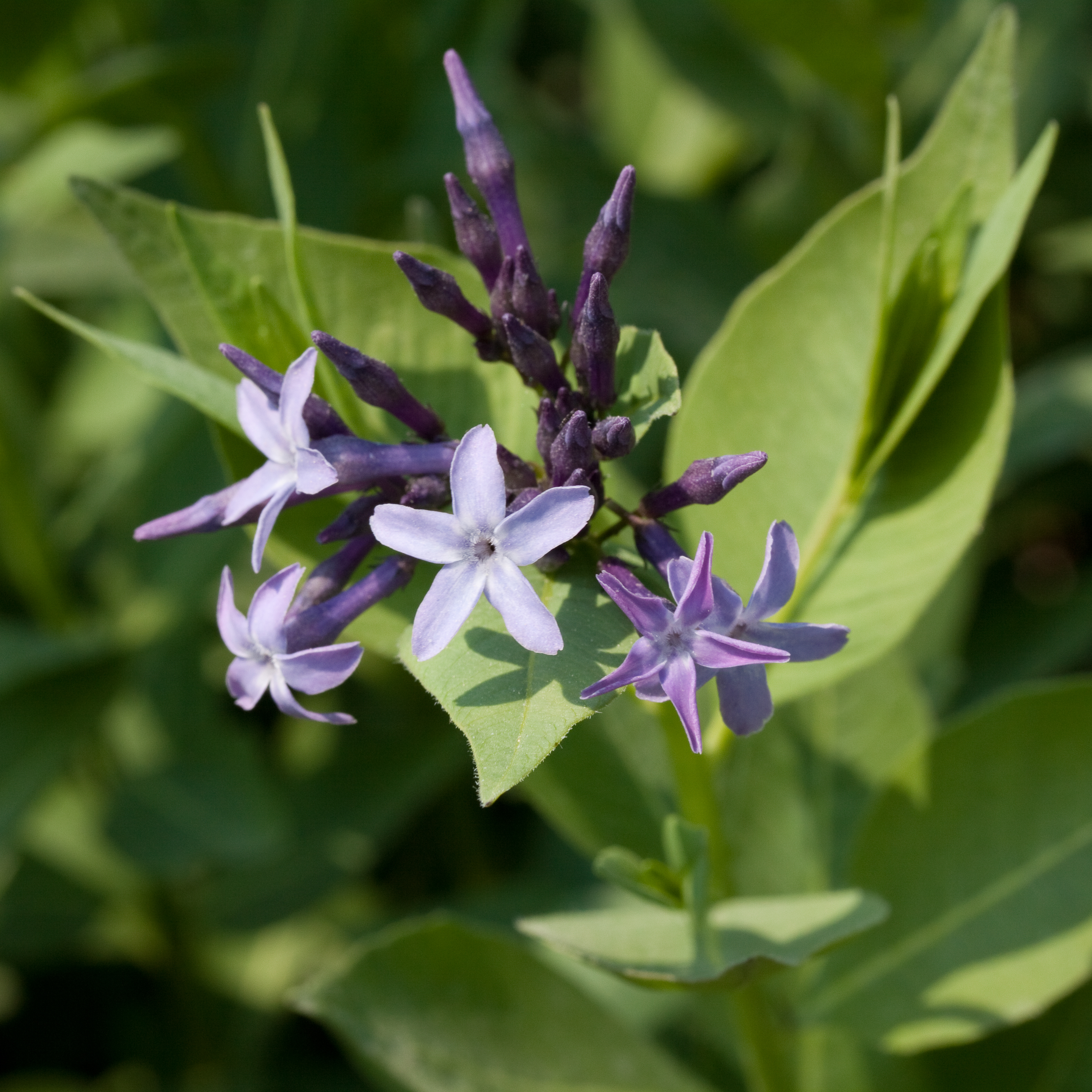
Amsonia orientalis

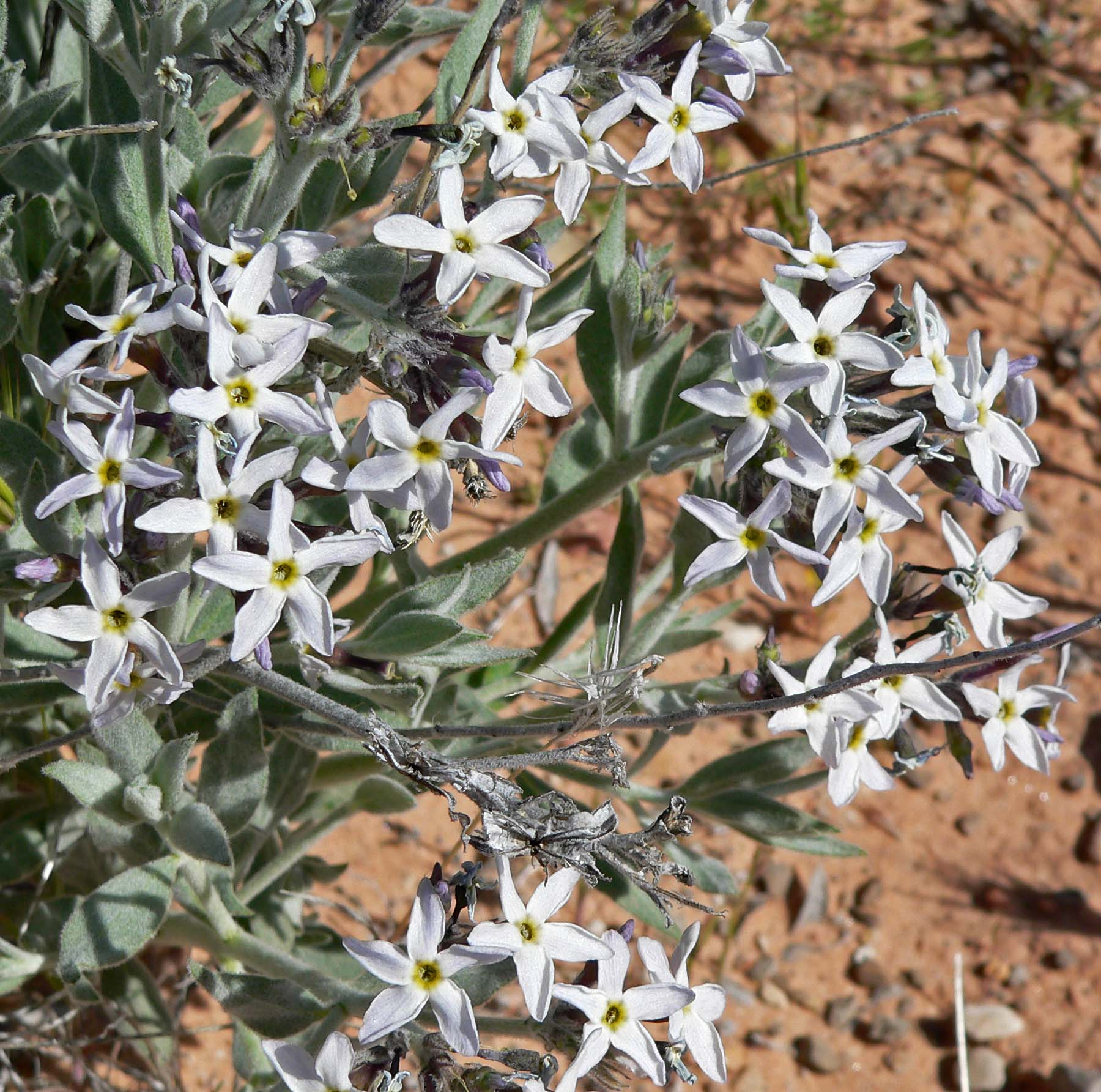
Amsonia tomentosa

PokrójByliny i półkrzewy o wysokości do 1 m, zwykle o pędach prosto wzniesionych.
LiścieWąskolancetowate, skrętoległe, czasem biało owłosione.
KwiatyKielich 5-działkowy, działki wąskie, zrośnięte u nasady w rurkę. Płatki korony zwykle jasnobłękitne, w pąku skręcone, wąskie, zrośnięte w dolnej części w rurkę, wewnątrz owłosioną. Pręcików 5. Zalążnia górna, dwukomorowa. Szyjka słupka pojedyncza, na szczycie spłaszczona.
OwoceZ każdego kwiatu powstają dwie torebki zawierające po 4–8 nasion.

## Systematyka
Pozycja systematyczna według APweb (aktualizowany system APG IV z 2016)
Należy do podrodziny Rauvolfioideae Kosteletzky, rodziny toinowatych (Apocynaceae), która jest jednym z kladów w obrębie rzędu goryczkowców (Gentianales) z grupy astrowych spośród roślin okrytonasiennych.
Pozycja w systemie Reveala (1993-1999)
Gromada okrytonasienne (Magnoliophyta Cronquist), podgromada Magnoliophytina Frohne & U. Jensen ex Reveal, klasa Rosopsida Batsch, podklasa jasnotowe (Lamiidae Takht. ex Reveal), nadrząd  Gentiananae  Thorne ex Reveal, rząd toinowce (Apocynales Bromhead), rodzina toinowate (Apocynaceae Juss.), rodzaj amzonia (Amsonia Walter).
Wykaz gatunków
- Amsonia ciliata Walter – amsonia wąskolistna, a. orzęsiona
- Amsonia elliptica (Thunb.) Roem. & Schult.
- Amsonia fugatei S.P.McLaughlin
- Amsonia grandiflora Alexander
- Amsonia hubrichtii Woodson – amsonia Hubrichta
- Amsonia jonesii Woodson
- Amsonia kearneyana Woodson
- Amsonia longiflora Torr.
- Amsonia ludoviciana Small
- Amsonia orientalis Decne.
- Amsonia palmeri A.Gray
- Amsonia peeblesii Woodson
- Amsonia rigida Shuttlew. ex Small
- Amsonia tabernaemontana Walter – amsonia nadreńska, a. Tabernaemontana
- Amsonia tharpii Woodson
- Amsonia tomentosa Torr. & Frém.

## Zastosowanie
- Kilka gatunków uprawia się jako rośliny ozdobne[9][7].